# Campionato Mineiro di pallavolo femminile
Il Campionato Mineiro è un torneo pallavolistico per squadre di club brasiliane dello stato di Minas Gerais, istituito dalla Federazione pallavolistica di Minas Gerais.

## Albo d'oro
| Anno          | Podio                | Podio                | Podio                |
| Campione      | Seconda              | Terza                |                      |
| ------------- | -------------------- | -------------------- | -------------------- |
| 1934 Dettagli | Asas                 | Academia Fischer     | -                    |
| 1935          | Non disputato        | Non disputato        | Non disputato        |
| 1936 Dettagli | Academia Fischer     | -                    | -                    |
| 1937 Dettagli | Florentino Clube     | -                    | -                    |
| 1938-39       | Non disputato        | Non disputato        | Non disputato        |
| 1940 Dettagli | Minas                | Atlético Mineiro     | América-MG           |
| 1941-45       | Non disputato        | Non disputato        | Non disputato        |
| 1946 Dettagli | Minas                | Atlético Mineiro     | -                    |
| 1947-48       | Non disputato        | Non disputato        | Non disputato        |
| 1949 Dettagli | Minas                | -                    | -                    |
| 1950-51       | Dati non disponibili | Dati non disponibili | Dati non disponibili |
| 1952 Dettagli | Mackenzie            | Atlético Mineiro     | -                    |
| 1953 Dettagli | Mackenzie            | Montes Claros        | -                    |
| 1954 Dettagli | Mackenzie            | -                    | -                    |
| 1955 Dettagli | Mackenzie            | -                    | -                    |
| 1956 Dettagli | Mackenzie            | -                    | -                    |
| 1957 Dettagli | Mackenzie            | -                    | -                    |
| 1958          | Dati non disponibili | Dati non disponibili | Dati non disponibili |
| 1959 Dettagli | Atlético Mineiro     | -                    | -                    |
| 1960 Dettagli | Atlético Mineiro     | -                    | -                    |
| 1961-71       | Dati non disponibili | Dati non disponibili | Dati non disponibili |
| 1972 Dettagli | Mackenzie            | -                    | -                    |
| 1973 Dettagli | Mackenzie            | -                    | -                    |
| 1974 Dettagli | Mackenzie            | -                    | -                    |
| 1975 Dettagli | Mackenzie            | -                    | -                    |
| 1976 Dettagli | Mackenzie            | -                    | -                    |
| 1977 Dettagli | Mackenzie            | -                    | -                    |
| 1978 Dettagli | Mackenzie            | -                    | -                    |
| 1979-82       | Dati non disponibili | Dati non disponibili | Dati non disponibili |
| 1983 Dettagli | Juiz de Fora         | Minas                | -                    |
| 1984 Dettagli | Juiz de Fora         | Minas                | -                    |
| 1985-97       | Non disputato        | Non disputato        | Non disputato        |
| 1998-02       | Dati non disponibili | Dati non disponibili | Dati non disponibili |
| 2003 Dettagli | Minas                | -                    | -                    |
| 2004-05       | Non disputato        | Non disputato        | Non disputato        |
| 2006 Dettagli | Praia Clube          | Betim                | Sete Lagoas          |
| 2007          | Non disputato        | Non disputato        | Non disputato        |
| 2008 Dettagli | Mackenzie            | Betim                | Lagoa Santa          |
| 2009          | Non disputato        | Non disputato        | Non disputato        |
| 2010 Dettagli | Mackenzie            | Minas                | Praia Clube          |
| 2011 Dettagli | Praia Clube          | Mackenzie            | Minas                |
| 2012 Dettagli | Praia Clube          | -                    | -                    |
| 2013 Dettagli | Praia Clube          | Minas                | Dom Pedro II         |
| 2014 Dettagli | Praia Clube          | Minas                | Dom Pedro II         |
| 2015 Dettagli | Praia Clube          | Minas                | Itabirito            |
| 2016          | Non disputato        | Non disputato        | Non disputato        |
| 2017 Dettagli | Minas                | Praia Clube          | Itabirito            |
| 2018 Dettagli | Minas                | Praia Clube          | Brasília             |
| 2019 Dettagli | Praia Clube          | Minas                | Brasília             |
| 2020 Dettagli | Minas                | Praia Clube          | Brasília             |
| 2021 Dettagli | Praia Clube          | Minas                | Brasília             |
| 2022 Dettagli | Minas                | Praia Clube          | Brasília             |
| 2023 Dettagli | Praia Clube          | Minas                | Brasília             |

## Palmarès
| Squadra          | Titolo | Edizione                                                                                 |
| ---------------- | ------ | ---------------------------------------------------------------------------------------- |
| Mackenzie        | 15     | 1952, 1953, 1954, 1955, 1956, 1957, 1972, 1973, 1974, 1975, 1976, 1977, 1978, 2008, 2010 |
| Praia Clube      | 9      | 2006, 2011, 2012, 2013, 2014, 2015, 2019, 2021, 2023                                     |
| Minas            | 8      | 1940, 1946, 1949, 2003, 2017, 2018, 2020, 2022                                           |
| Atlético Mineiro | 2      | 1959, 1960                                                                               |
| Juiz de Fora     | 2      | 1983, 1984                                                                               |
| Asas             | 1      | 1934                                                                                     |
| Academia Fischer | 1      | 1936                                                                                     |
| Florentino Clube | 1      | 1937                                                                                     |